# Angus Lennie
Angus Wilson Lennie (Glasgow, 18 aprile 1930 – Londra, 14 settembre 2014) è stato un attore britannico.

## Biografia
È noto per la sua partecipazione in serie televisive quali Il Santo e Doctor Who, e soap opera britanniche, la più famosa delle quali è Crossroads, in cui apparve per la prima volta nel 1972, per poi lasciarla nel 1981, e dove interpretò il personaggio di Shughie McFee, uno dei più popolari di questa serie, anche se inizialmente il suo ruolo era quello di un agente di viaggio.
Al cinema apparve in numerose pellicole, tra cui sono da ricordare Whisky e gloria (1960), Squadriglia 633 (1964), dove  recitò accanto a Cliff Robertson, Oh, che bella guerra! (1969), ma soprattutto La grande fuga (1963), dove interpretò il ruolo di Archibald Ives, la "talpa". 
Notevole anche la sua carriera teatrale, che vanta la partecipazione a numerosi spettacoli come Sogno di una notte di mezza estate, Giulio Cesare e altre opere shakespeariane.  
Ritiratosi dalle scene nel 2003, morì nel 2014.

## Filmografia parziale

### Cinema
- Whisky e gloria (Tunes of Glory), regia di Ronald Neame (1960)
- International Hotel (The V.I.P.s.), regia di Anthony Asquith (1963)
- La grande fuga (The Great Escape), regia di John Sturges (1963)
- Squadriglia 633 (633 Squadron), regia di Walter Grauman (1964)
- Oh, che bella guerra! (Oh! What a Lovely War), regia di Richard Attenborough (1969)
- Il mistero del dinosauro scomparso (One of Our Dinosaurs Is Missing), regia di Robert Stevenson (1975)

### Televisione
- Il Santo (The Saint) – serie TV, episodio 2x01 (1963)
- Gli invincibili (The Protectors) – serie TV, episodio 1x11 (1972)